# Epicyme rubropunctaria
Epicyme rubropunctaria là một loài bướm đêm thuộc họ Geometridae. Nó được tìm thấy ở New Zealand, Lãnh thổ Thủ đô Úc, Tasmania và Victoria.
Sải cánh dài khoảng 25 mm.
Ấu trùng ăn plants in the genera Haloragis, Gaultheria và Geranium.

## Hình ảnh

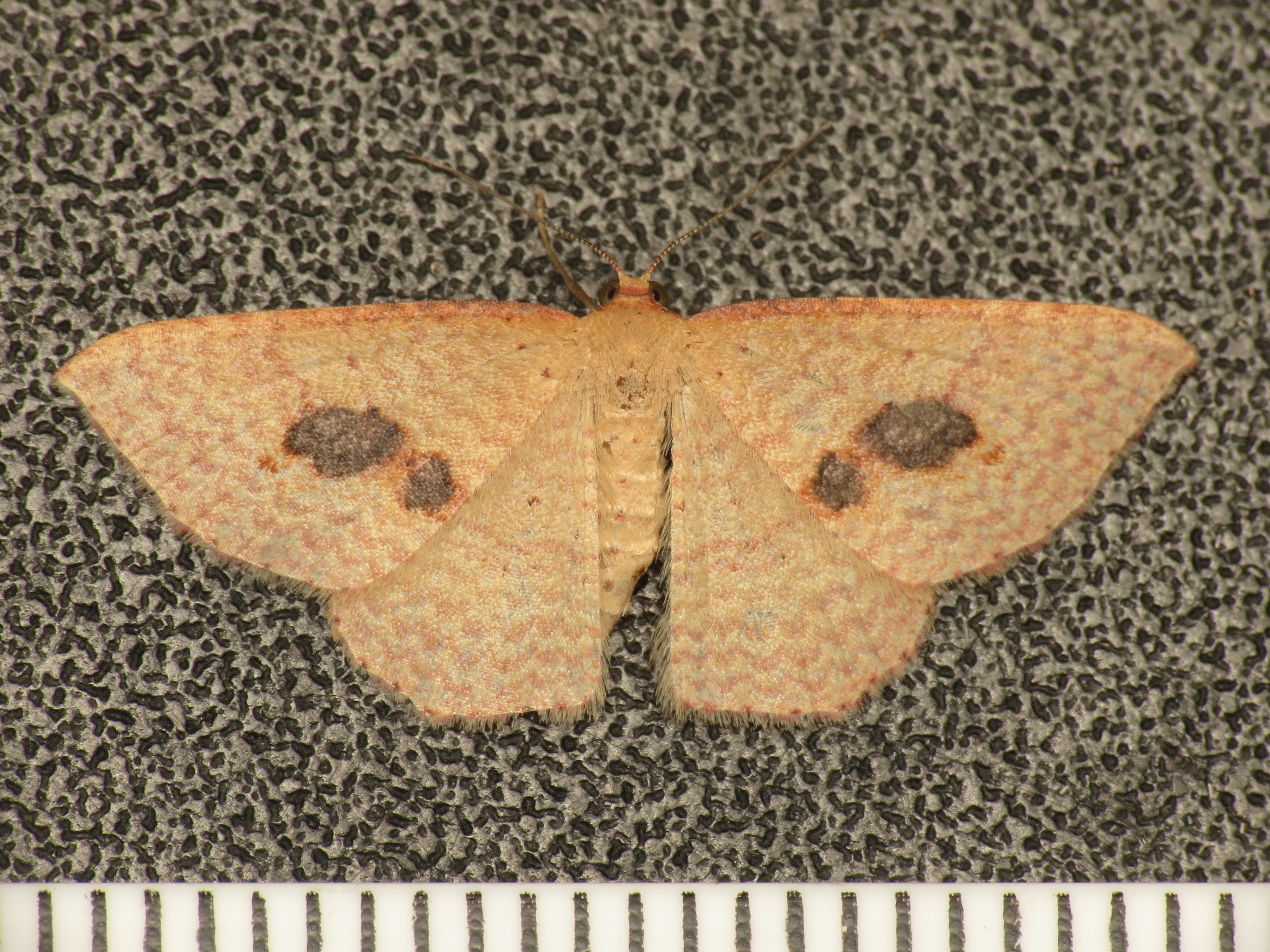
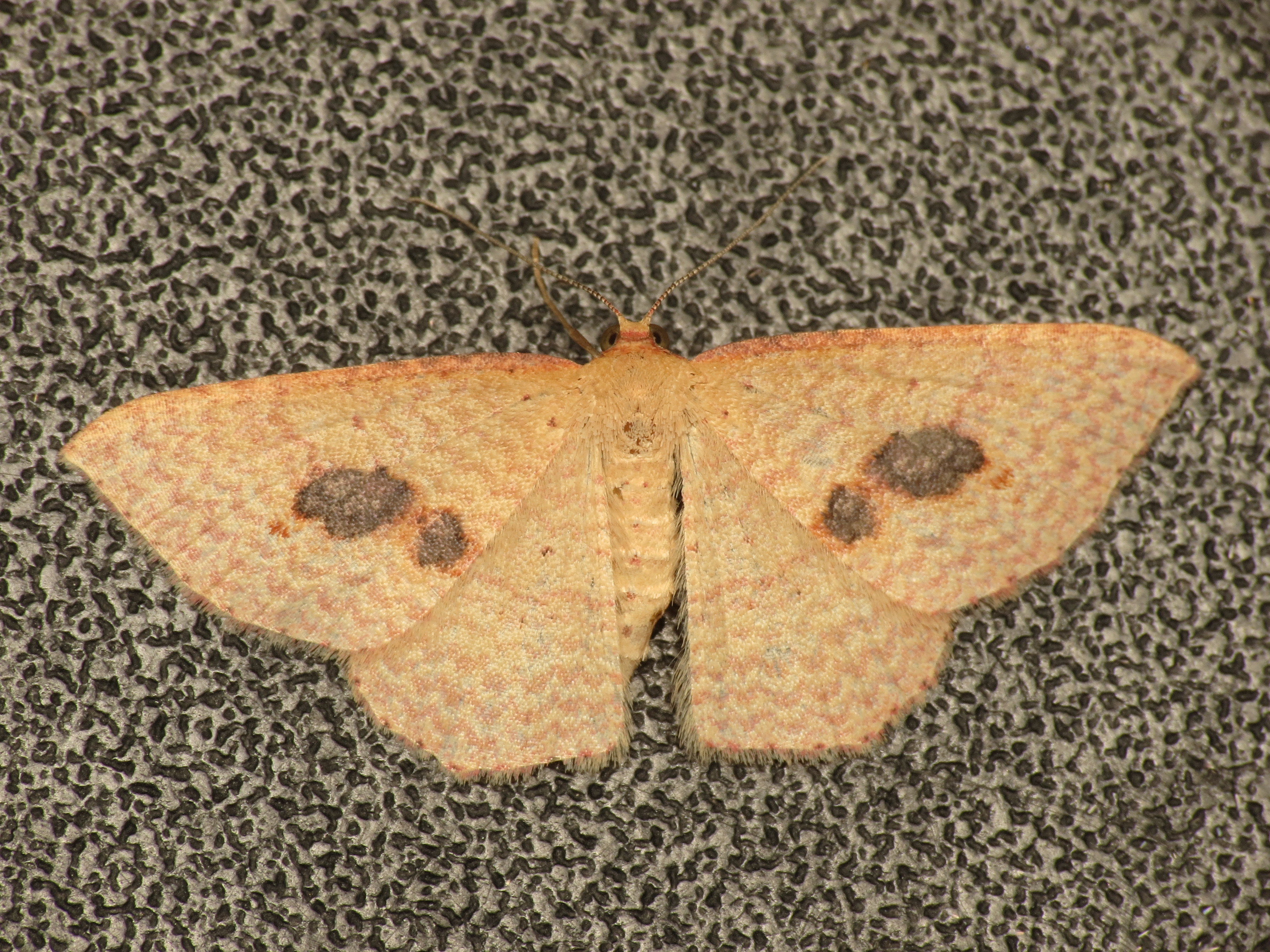
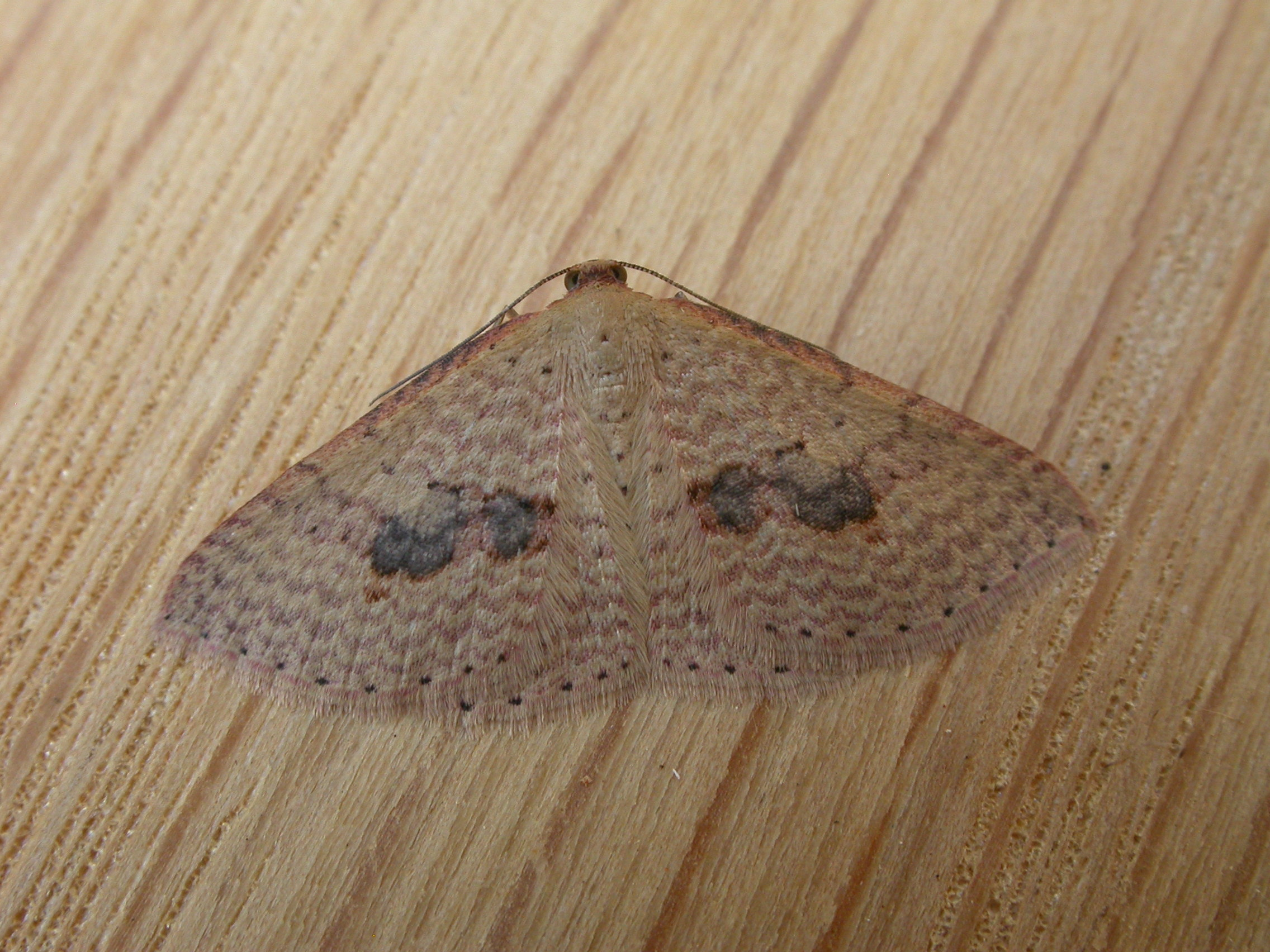
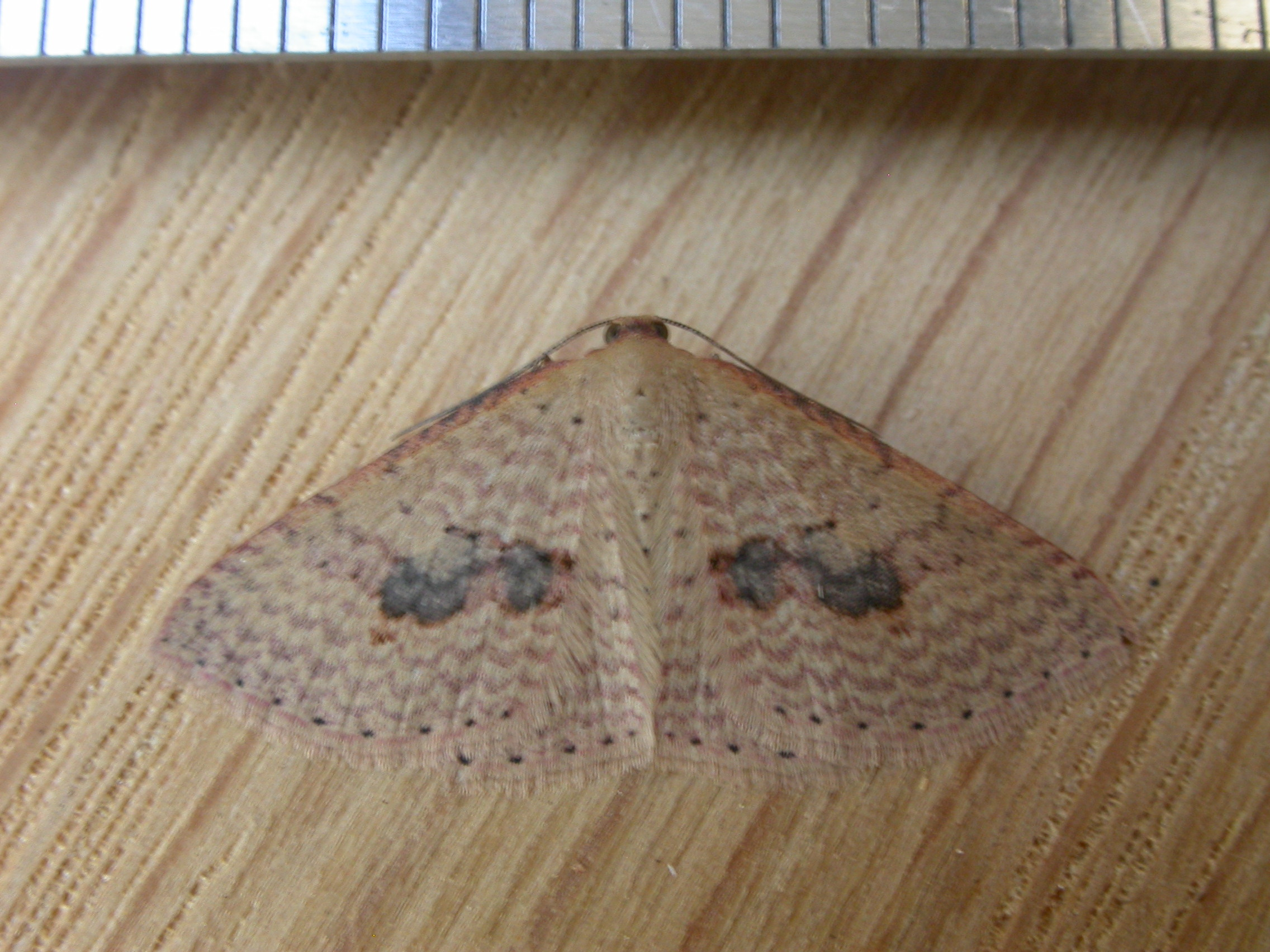